# 혼다 츠바사
혼다 츠바사(일본어: 本田 翼 혼다 쓰바사[*], 1992년 6월 27일~)는 일본의 여배우, 패션 모델이다.

## 약력
2006년, 패션 잡지 《Seventeen》의 전속 모델로서 데뷔.

## 학력
- 도쿄 도립 신쥬쿠 야마부키 고등학교 졸업.

## 출연

### 드라마
- 시마시마 제5화 (2011년 5월 20일, TBS)
- 세레브 파티에 가자 (2011년 10월 22일 ~ 11월 12일, BS-TBS) - 쓰바사 역
- 연애 니트 (2012년 1월 20일 ~ 3월 23일, TBS) - 기노시타 유이 역
- 스트로베리 나이트 제3화 (2012년 1월 24일, 후지 TV)
- 파파돌! 제2화 (2012년 4월 26일, TBS) - 본인 역
- 시니카레 (2012년 5월 28일 ~ 전 50화, NOTTV) - 마리카 역 ※Web 드라마
- 열쇠가 잠긴 방 제10 ~ 최종화 (2012년 6월 18일 ~ 25일, 후지 TV) - 가와무라 시노부 역
- GTO (2012년 7월 3일 ~ 9월 11일, 칸사이 TV) - 간자키 우루미 역
  - 가을 스페셜 (2012년 10월 2일)
  - 정월 스페셜 (2013년 1월 2일)
  - 졸업 스페셜 (2013년 4월 2일)
- 정말로 있었던 무서운 이야기 여름 특별편 2012 〈붉은 손톱〉 (2012년 8월 18일, 후지 TV) - 사사키 키라라 역
- Piece (2012년 10월 6일 ~ 12월 29일, 닛폰 TV) - 스가 미즈호 역
- 솔개 (2013년 1월 13일 ~ 3월 17일, TBS) - 마쓰모토 교 역
- 뱀파이어 헤븐 (2013년 1월 13일 ~ 3월 17일, TV 도쿄) - 고마치 역
- 오전 3시의 무법지대 (2013년 3월 20일 ~ 전 12화, BeeTV) - 주연·모모코 역 ※Web 드라마
- 쇼무니 2013 (2013년 7월 10일 ~ 9월 18일, 후지 TV) - 마루야마 시오리 역
- 안도로이도~A.I.Knows LOVE?~ (2013년 10월 13일 ~ 12월 15일, TBS) - 사프리 역
- 최고의 대접 (2014년 2월 28일, 닛폰 TV) - 모모카와 나나 역
- 변신 (2014년 7월 27일 ~ 8월 24일, WOWOW) - 교고쿠 료코 역
- 도쿄에 올림픽을 외친 남자 (2014년 10월 11일, 후지 TV) - 니나 역
- 홍백이 태어난 날 (2015년 3월 21일, NHK) - 다케시타 미쓰에 역
- 야메고쿠~야쿠자 그만두겠습니다~ (2015년 4월 16일 ~ 6월 18일, TBS) - 나가미쓰 하루카 역
- 사랑하는 사이 (2015년 7월 20일 ~ 9월 14일, 후지 TV) - 세리자와 아카리 역
- 수수하지만 굉장해! 교열걸 코노 에츠코 (2016년 10월 ~ 12월, 닛폰 TV) - 모리오 도요코 역
- 심해어 - 하네다 아즈사 역
- 어젯밤은 즐거우셨나요? (2019년 1월)- 오카모토 미야코 역
- 라디에이션 하우스 (2019년 4월) - 아마카스 안 역
- 비밀×전사 팬터미라지! (2019년 5월)- 구마치 역
- 치트 ~사기꾼 여러분, 주의하세요~ (2019년 10월) - 호시노 사키 역

### 영화
- FASHION STORY-Model- (2012년 11월 17일, 유나이티드 엔터테인먼트) - 주연·히나코 역
- 라쿠고영화 〈라이프 레이트〉 (2013년 4월 6일, 얼 그레이 필름)
- 에노시마 프리즘 (2013년 8월 10일, 비디오 플래닝) - 안도 미치루 역
- 모든 것은 너를 만났기 때문 〈크리스마스의 용기〉 (2013년 11월 22일, 워너 브라더스 영화) - 오오토모 나쓰미 역
- 니시노 유키히코의 사랑과 모험 (2014년 2월 8일, 토호 영상 사업) - 카노코 역
- 매의 손톱 7 여왕 폐하의 죠부브 (2014년 4월 4일, DLE) - 기하라 무쓰미(목소리) 역
- 아오하라이드 (2014년 12월 13일, 도호) - 주연·요시오카 후타바 역
- 터미널 (2015년, 도에이) - 주연·아쓰코 역
- 소녀 (2016년, 도에이) - 주연·사쿠라이 유키 역
- 두더지의 노래 홍콩 광소곡 (2016년, 도호) - 가렌 역
- 강철의 연금술사 FULLMETAL ALCHEMIST (2017년, 워너 브라더스 영화) - 윈리 록벨 역
- 오늘 밤, 로맨스 극장에서 (2018년, 워너 브라더스 영화) - 나루세 도코 역
- 신문기자 (2019년) - 스기하라 나츠미 역
- 날씨의 아이 (2019년) - 나쓰미 역 (목소리)
- 항공모함 이부키

## 서적

### 잡지
- Seventeen (2006년, 슈에이샤) - 전속 모델
- 러브 베리 (2007년 1월 ~ 2008년, 도쿠마 쇼텐) - 전속 모델
- JILLE (2008년 9월 ~ 2009년 12월, 후타바샤)
- non-no (2010년 1월 ~ , 슈에이샤) - 전속 모델
- Myojo (2012년 12월 ~ , 슈에이샤)
- MEN'S NON-NO (2015년 4월 ~ , 슈에이샤)